# Диптих Барберини
Диптих Барберини (слоновая кость Пейреск-Барберини) — хранящееся в Лувре византийское изделие из слоновой кости, выполненное в античном стиле. Это изображение императорского триумфа традиционно датируется первой половиной VI века, а император обычно отождествляется с Анастасием I или, что более вероятно, Юстинианом I. Диптих является важным историческим документом из-за своей связи с королевой Брунгильдой — на его заднюю поверхность нанесён поминальный список франкских королей, родственников Брунгильды, по которому можно судить о видном положении королевы в франкской королевской семье.
Хотя это не консульский диптих, в нём используются многие приёмы, типичные для предметов этого рода. Императора на главной панели сопровождает пленённый варвар в штанах, чья присевшая аллегорическая фигура с ногами, согнутыми в позе благодарности или подчинения, расположена слева и символизирует, возможно, завоёванные или отвоёванные территории. Фигура ангела или Победы, летящая справа, приветствует императора утраченной традиционной пальмовой ветвью либо короной. Хотя варвар частично скрыт огромным императорским копьём, оно не пронзает его, и он выглядит скорее удивлённым или испуганным, чем воинственным. Фигура безбородого Христа сверху, окружённого двумя ангелами в стиле языческих фигур Победы, символизирует небесное правление, тогда как император представляет его на земле. На нижней панели варвары Запада (слева, в штанах) и Востока (справа, со слоновыми бивнями, тигром и меленьким слоном) приносят в дань диких животных. Фигура на левой панели, представляющая, скорее всего, солдата, держит статуэтку Победы. Противоположная фигура утрачена и заменена деревянной панелью соответствующего размера.

## Описание
Данное произведение было причислено к категории диптихов его первым исследователем Франциском Горием (лат. Ant. Franciscus Gorius), издавшим свой труд в 1759 году. Однако, поскольку отсутствуют обычные в таких случая следы соединявшей листы диптиха оси, это предположение спорно.
Исходно диптих состоял из пяти прямоугольных пластин, правая из которых была (возможно, в XVI веке) заменена на доску с надписью CONSTANT. N. IMP. CONST. Боковые пластины соединены в шпунт и гребень с центральной. Данный предмет является единственным светским императорским диптихом той эпохи, сохранившимся в столь хорошем состоянии. Среди сопоставимых по качеству произведений искусства — в основном предметы церковного назначения. Диптих Барберини часто упоминается в одном ряду с панелью из собора Святого Михаила в Мурано (в настоящее время в библиотеке Равенны), двумя панелями оклада евангелия из Сен-Лупикина (сейчас в Национальной библиотеке Франции) и панелью из Эчмиадзинского монастыря, открытыми Йозефом Стржиговским.
Общие размеры изделия 34,2 см в высоту на 26,8 см в ширину, при этом центральная панель имеет размеры 19х12,5 см и 2,5 см толщины. Диптих сделан из слоновой кости и драгоценных камней, из которых сохранилось только 7 жемчужин; нет никаких следов окрашивания. Задняя часть диптиха плоская и гладкая, без углубления для воска, как это было принято, — консульские диптихи использовались как дощечки для письма.

## Владельцы
На заднюю поверхность диптиха в шесть колонок нанесён латинский список имён. Список сохранился плохо, а в той части, которая была на правой панели, полностью утрачен. Вероятно, всего было около 350 имён, чтение которых затрудняется обилием более или менее глубоких штрихов на материале. Тем не менее, можно прочесть не менее половины имён и сделать заключение о назначении этого списка, являющегося одним из старейших примеров поминальных списков в христианской церкви. Первые пять колонок содержат мужские имена без всяких уточнений, шестой полностью заполнен женскими. Часть из имён, которые удалось разобрать, соответствуют именам епископов Трира и Меца IV—VII веков. В конце пятой колонки перечислено несколько королей Австразии.
В конце списка идут имена, которые могут относиться к потомкам королевы Брунгильды (ум. 613) — её мужу Сигиберту, сыну Хильдеберту, дочери Ингунде, внукам Теодеберту, Теодориху и Атанагильду. Другие имена могут принадлежать родственникам её мужа или другим членам королевской семьи. Сам диптих, в таком случае, мог быть послан в дар меровингскому двору и доставлен во Францию в начале VI века. В дальнейшем диптих мог быть преподнесён в дар церкви — Мопсуестийский собор в 550 году предписал церквям сохранять диптихи и молиться за тех, чьи имена написаны на них.
История диптиха не известна до 1625 года, когда он был продан Никола де Пейреском легату Франческо Барберини в Экс-ан-Провансе, включившим его в свою римскую коллекцию. Пейреск упоминает это произведение искусства в письме к своему младшему брату Паламеду де Валлавес 29 октября 1625 года:
…[кардинал] был так любезен, что посмотрел древний барельеф, который я нашёл несколько ранее, на котором изображён император Ираклий на коне, (…) и его сыном Константином, держащим Победу и много пленённых провинций у его ног, как на великой камее Тиберия. Я передал его ему, когда он уезжал (…) у него есть несколько предметов в подобном стиле из слоновой кости, к которым [мой экземпляр] подойдёт.
С большой вероятностью можно найти подтверждение пребывания диптиха в коллекции Барберини по упоминанию изделия из слоновой кости, изображающего Константина, в списке скульптур между 1626 и 1631 годами.
Он был приобретён Лувром в 1899 году и с этого времени находится в отделе предметов средневекового искусства под номером OA 9063.

## Иконография
Произведение сочетает, с одной стороны, классическую тему всемогущества победоносного императора, коронованного Победой, чья ойкуменическая власть эквивалентна всеобщему миру и процветанию и, с другой стороны, тему победы христианства, достигаемой покровительством Христа и благословением императора. Это привносит новую космическую иерархию в идею триумфа Римской империи и потому делает произведение высоко политизированным, призванным служить имперской пропаганде. Качество изготовления позволяет предположить, что изделие вышло из императорских мастерских Константинополя.

### Центральная панель

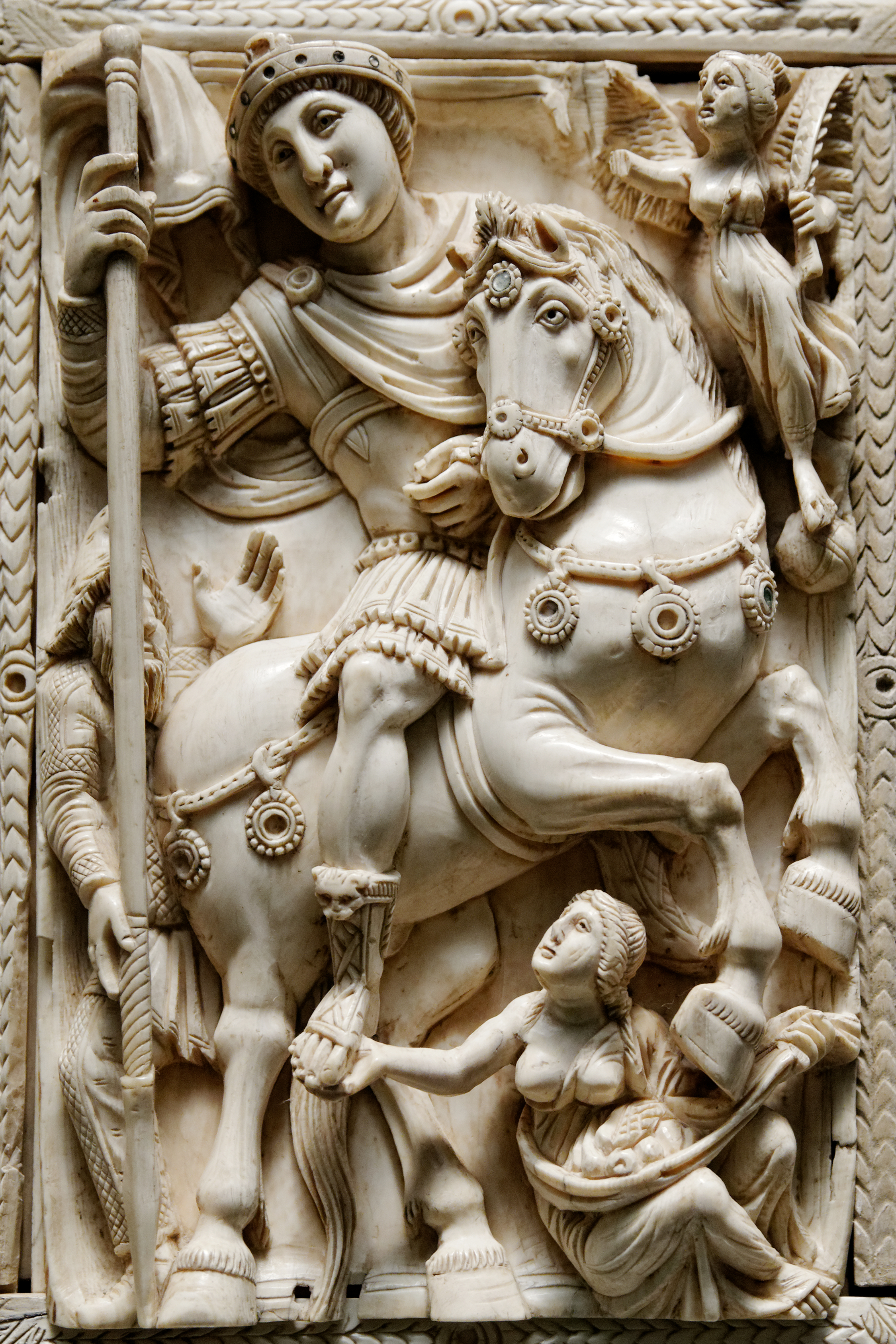
Изображение императора-триумфатора на центральной панели

Композиция выстроена вокруг центральной панели, доминирующей как своим мотивом, так и стилистическим качеством. Её скульптурным мотивом является торжествующая фигура императора на вздыбленном коне. В своей правой руке император держит древко копья с развевающимся на ветру знаменем, другой конец которого направлен в землю. Другой рукой он держится за уздечку лошади. За копьём помещена фигура варвара, опознаваемого таким образом по волосам, густой бороде и, прежде всего, по штанам. Об этом же говорят его шапка, напоминающая фригийский колпак и указывающая на восточное происхождение, туника с длинными рукавами и мешковатые штаны. Символизируя перса или скифа, он представляет народы, покорённые императором, — признавая своё подчинение, варвар касается правой рукой копья и держит левую руку поднятой.
В правом нижем углу, под ногами коня лежит женщина. Платье соскользнуло, обнажив её правую грудь; её левая рука придерживает подол платья, в который собраны фрукты, символизирующие процветание. Её правая рука покорно поднята к правой ноге императора. Она олицетворяет Землю, символизируя вселенскую власть императора, а фрукты напоминают о процветании, сопутствующем его царствованию. Этот образ часто присутствует на изображениях торжествующего императора или в сценах величия императора как, например, на миссории Феодосия (с Tellus, похожим образом представленным внизу композиции, под фигурой Феодосия I, величественно сидящего на троне) и на рельефе pietas augustorum на арке Галерия (где Тетрархи сопровождаются множеством персонификаций, включающих Гею). Подобные персонификации Теллус/Геи обычно распознаются по их основному атрибуту, рогу изобилия, который, хотя и не присутствует явно на диптихе, но подразумевается в наполненном фруктами подоле женщины, имеющим ту же форму и символическую функцию. В традиционных триумфальных изображениях это место занимает пронзаемый копьём варвар, однако по каким-то причинам автор решил смягчить композицию. Таким образом, вместо победоносной борьбы он изобразил её счастливое завершение.

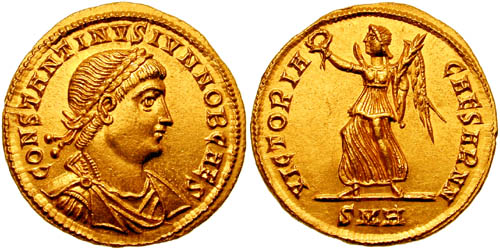
Солид Константина II, отчеканенный в Гераклее между 326 и 330 годами

В противовес этой женской фигуре, в правом верхнем углу центральной панели расположилась крылатая фигура Победы, опирающейся ногой на сферу — символ высшей власти — с нанесённым на неё знаком креста и держащей в левой руке пальмовую ветвь. Почти наверняка в своей отломанной правой руке она держала корону над головой императора. Этот тип персонификации также отсылает к одному из образов победоносного императора, который можно найти не только на монетах (например, на оборотной стороне солида Константина II), но и в скульптуре (например в сцене жертвоприношения на арке Галерия), а также на некоторых консульских диптихах.
Император подстрижен «под горшок», край его причёски в форме арки окружает его лицо, подобно тому, как изображался Константин, на нём корона, украшенная жемчужинами, из которых сохранилось четыре. Черты его лица округлы и довольно тяжелы, в особенности веки и нос, но это придаёт портрету живые черты. На императоре военная форма главнокомандующего, соответствующая роли, в которой он изображён, — под его кирасой надета короткая туника, поверх — скреплённый фибулой плащ, полы которого развеваются за его спиной. Изначально фибула была сделана из драгоценного камня, как и кираса. На ногах императора плетёные ботинки (котурны), украшенные львиными головами. Сбруя лошади украшена рядом инкрустированных медальонов, из которых только центральный, на голове, сохранил свой первоначальный вид.
Внимание, с которым исполнены драпировки, и тщательность исполнения некоторых анатомических деталей, таких как мышцы руки императора, можно охарактеризовать как образцовые. Эти свойства изображения, вместе с диспропорцией фигур, подчёркивающих величие персоны императора, характерны для феодосианского искусства, однако техника, в которой выполнена центральная панель, не повторяется ни в одном византийском памятнике. То, что общая композиция характерна для многих христианских изделий из кости VI века, не противоречит тому, что используется более ранняя техника.

### Боковые панели
Боковые панели вырезаны менее глубоко (максимальная глубина резьбы на центральной панели составляет 28 мм, тогда как на боковых только 9 мм) и стилистически менее виртуозно, чем центральная. Их граница обрамлена простым зигзагообразным орнаментом; в центре каждой стороны находятся небольшие отверстия для утраченных в настоящее время инкрустаций.

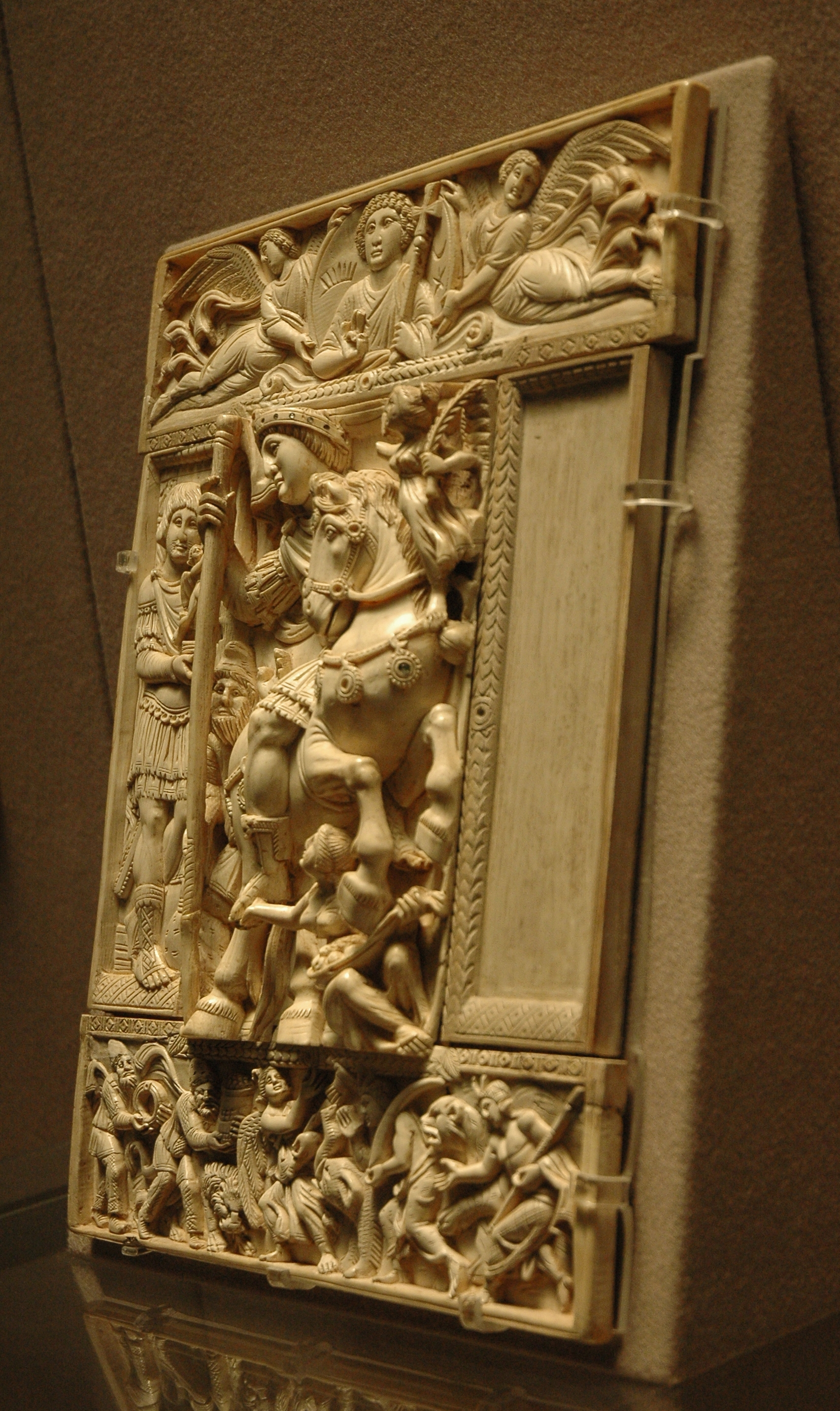
Вид в три четверти, подчёркивающий разницу в глубине рельефа диптиха Барберини

На левой панели изображён высший офицер, что видно по его военной одежде и снаряжению, сопоставимым с императорскими. Бородатый, он одет в кирасу и палудаментум, скреплённый на правом плече фибулой, более простой, чем у императора. Можно различить ножны его меча на его поясе слева. Он движется в сторону императора и преподносит ему статуэтку Победы на пьедестале — она держит корону и пальмовую ветвь. У его ног сумка. Человек находится в архитектурной композиции, образованной двумя колоннами, заканчивающимися коринфскими капителями. Поверхность, на которой он стоит, вымощена тесселяционным способом (возможно, это штучная мозаика). Композиция напоминает сделанное Прокопием Кесарийским описание потолочной мозаики во дворце Халки, где полководец Велизарий подносит Юстиниану плоды своих побед.
Эта фигура иногда интерпретируется, как изображающая римского консула, а статуэтка Победы и сумка (по всей видимости, содержащая золото) как консульские атрибуты. В этом случае фигура может быть аллюзией на sparsio, раздачу консулами денежных сумм, как это можно видеть на диптихах Клементина (513) и Юстина (540). При этом сама сумка с золотом в более широком смысле может быть символом военной добычи, доказательством победы императора. Похожим образом цезарь Галл держит статуэтку победы в Хронографе 354 года, однако он одет в гражданскую, а не военную одежду. Офицер на диптихе Барберини поэтому, вероятнее всего, изображает генерала, принимавшего участие в победоносной кампании. Естественно предположить, что на симметричной панели сходным образом был изображён другой генерал.

### Нижняя панель
Нижняя панель напоминает фриз, украшенный двойной процессией варваров и животных, сходящихся к центральной фигуре Победы. Она повёрнута так, чтобы смотреть вверх в сторону фигуры императора на центральной панели, и держит в правой руке военный трофей, представленный в традиционной форме ветви, с прикреплёнными к ней оружием, доспехами и добычей. Побеждённые варвары подносят императору различные подарки в качестве дани и различаются по своим одеждам и диким животным, которые их сопровождают. Слева две бородатые фигуры того же типа, что и изображённая на центральной панели, они одеты в короткие туники, фригийские колпаки и закрытую обувь. Один из них несёт корону, другой — цилиндрический контейнер с неизвестным содержимым, возможно с золотом; впереди них шагает лев. Они могут быть персами или скифами.

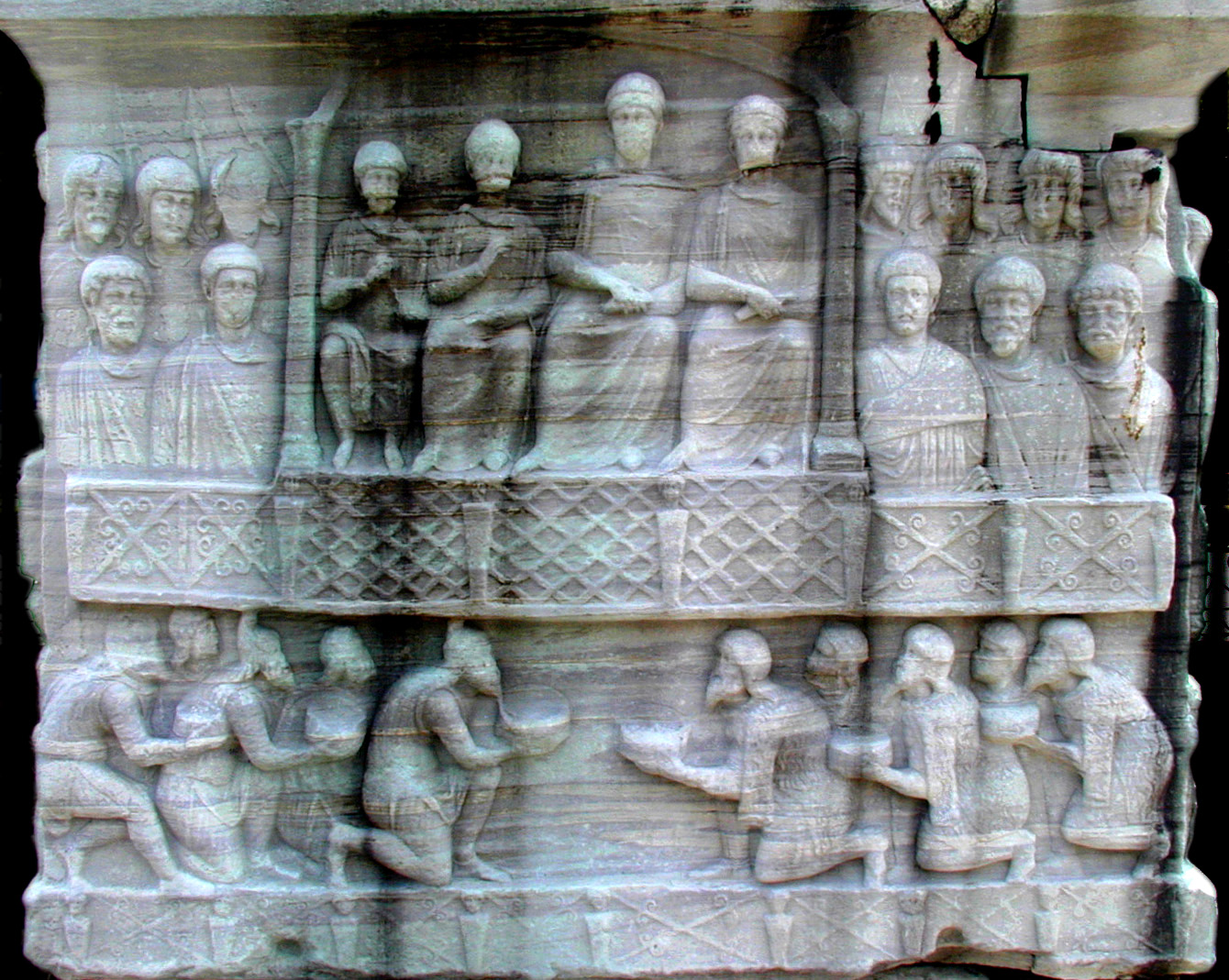
Северо-западная часть подножия обелиска Феодосия, на которой изображены варвары, подносящие дань императору

Два варвара справа одеты совершенно отличным образом — они обнажены выше пояса, на них головные уборы из ткани, украшенные перьями, простой кусок ткани обмотан вокруг бёдер, на ногах сандалии. Их сопровождают тигр и маленький слон. Первый варвар несёт слоновый бивень на плече, а второй — палку неизвестного назначения. Эти фигуры символизируют индийское посольство.
Тема варваров, оказывающих дань уважения императору, часто встречается в римских и византийских барельефах — в данном случае это лат. aurum coronarium, подношение дани. Варвары позволяли показать милосердие императора и подчеркнуть символизм его победы. На одном из двух фрагментов консульского диптиха Василия (541), хранящегося в миланской галерее Брера, представлен тот же мотив. Он также может быть обнаружен в Константинополе, например, в основании колонны Аркадия (с аналогичной композицией) или на обелиске Феодосия на ипподроме. На обелиске Феодосия десять варваров, также разделённые на две группы, сходятся к центральной фигуре императора, в данном случае сидящего величественно на троне в императорской ложе и окружённого другими августами. Слева персы, справа неопределимые западные варвары, возможно германцы или готы. Победа отсутствует на этом рельефе, но она присутствовала на утраченной части основания колонны Аркадия и на утраченном основании колонны Константина — в обоих случаях Победа находилась в центре композиции, выступая своего рода посредником между побеждёнными варварами и фигурой императора, расположенной ниже.
Какова бы ни была точная датировка данной резьбы, она является самым поздним изображением сюжета подношения варваров. Забвение этого сюжета, распространённого в античности, связано, вероятно, с тем, что сам этот обряд вышел из употребления. В более позднюю эпоху триумф включал лишь коленопреклонение пленников перед императором, как это описано в трактате «О церемониях» Константина Багрянородного.

### Верхняя панель
Верхнюю панель диптиха занимают два ангела, несущих imago clipeata, то есть широкий медальон с изображённым на нём погрудным изображением молодого и безбородого Христа, держащего крестообразный скипетр в левой руке и с правой рукой в традиционном жесте благословения (безымянный палец поверх большого). Бюст окружён символами солнца слева и луны и звезды справа. В данном случае пара ангелов замещает более древний образ двух Побед, несущих персонифицированный Константинополь на упомянутом выше миланском диптихе, — замена весьма существенная и отражающая сдвиг в парадигме, существенный для понимания и датировки данного произведения.

## Идентификация императора
Вопрос об идентификации императора, изображённого на центральной панели, является основной проблемой, занимающей исследователей диптиха, — его первый современный владелец, Пейреск, опознал его как Ираклия I, а офицера на левой панели как его сына, Константина III. Согласно последующим версиям о личности центральной фигуры это мог быть Константин I, Констанций II, Зенон и, как наиболее вероятные кандидатуры, Анастасий I и Юстиниан I. Решение этого вопроса осложняется тем обстоятельством, что не обязательно должен был быть изображён император, правивший на момент создания изображения. С учётом этого соображения датировка диптиха предоставляет безусловно полезную, но не решающую, для идентификации информацию.

### Анастасий I

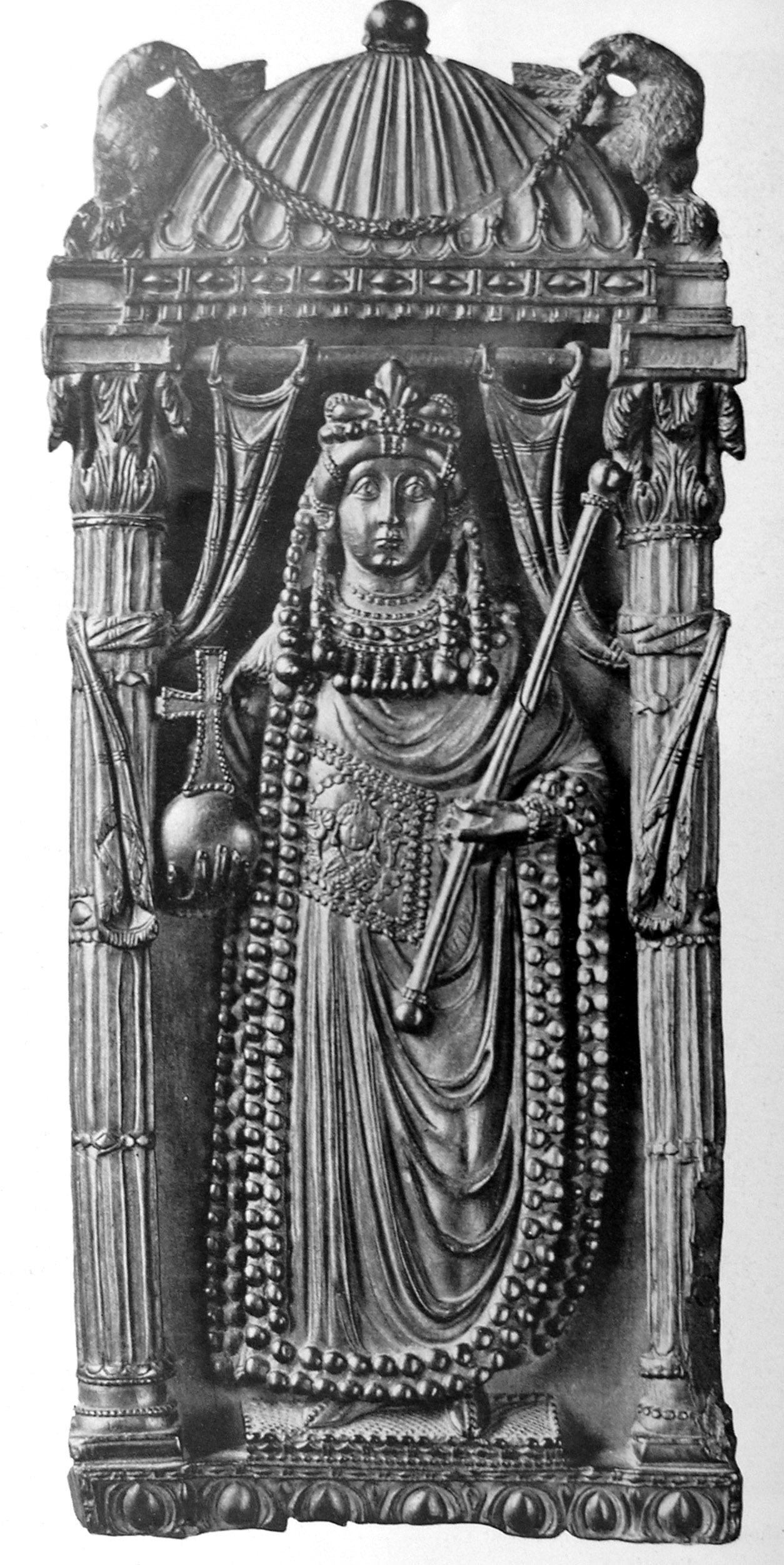
Панель императорского диптиха императрицы Ариадны, Барджелло.

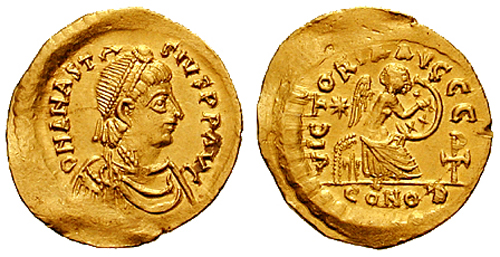
Семис Анастасия I

Со стилистической точки зрения, горельеф центральной панели сопоставим с двумя другими панелями из слоновой кости, одна из которых хранится в Барджелло, а другая в Музее истории искусств, датированными началом VI века. Обе они изображают императрицу Ариадну (ум. 518), бывшую супругой сначала императора Зенона, а затем Анастасия. Это сходство позволяет допустить возможность идентификации императора на диптихе Барберини как Анастасия.
Правление Анастасия с внешнеполитической точки зрения было отмечено тяжёлой войной с Персией в 502—505 годах. По итогам мирного договора, подписанного в 506 году, сохранился status quo, однако после предшествующих неудач это было в Константинополе расценено как триумф, и создание диптиха может быть рассмотрено в этом контексте.
Хотя фигура слева и имеет вид, сходный с изображениями некоторых консулов эпохи Анастасия — например, Флавия Анастасия (517) или, в особенности, его брата Магна (518) — портрет императора на диптихе Барберини имеет мало сходства с известными портретами Анастасия, такими как медальон на его собственном консульском диптихе. С точки зрения внешнего сходства изображение ближе к известным портретам Константина Великого, что позволило некоторым историкам произвести отождествление с этим императором. Эту точку зрения, как можно судить по записи в каталоге, разделял и сам Барберини. Эта интерпретация привела к появлению современной надписи на замещающей панели справа, в которой легко угадывается имя императора, если, конечно, не имеется в виду Констант или Констанций II.
С другой стороны, стилистические критерии не оставляют никаких сомнений в том, что изделие было создано не раньше, чем в конце V века, поэтому остаётся только предположить явное желание автора придать изображению черты этого императора. С учётом всех этих обстоятельств, такие отсылки к иконографии Константина делают более вероятным предположение о принадлежности изображения скорее Юстиниану, чем Анастасию.

### Юстиниан I
Стиль барельефов боковых панелей, в особенности, чисто графическая передача изображений и непластичность выполнения элементов одежды позволяют предположить более позднюю датировку, приблизительно около середины VI века. Высочайшим качеством резьбы произведение напоминает другое знаменитое изделие из слоновой кости этого периода, кафедру Максимиана в Равенне (545—556), некоторые из пластин которого, вероятно, были вырезаны в константинопольских мастерских императора.

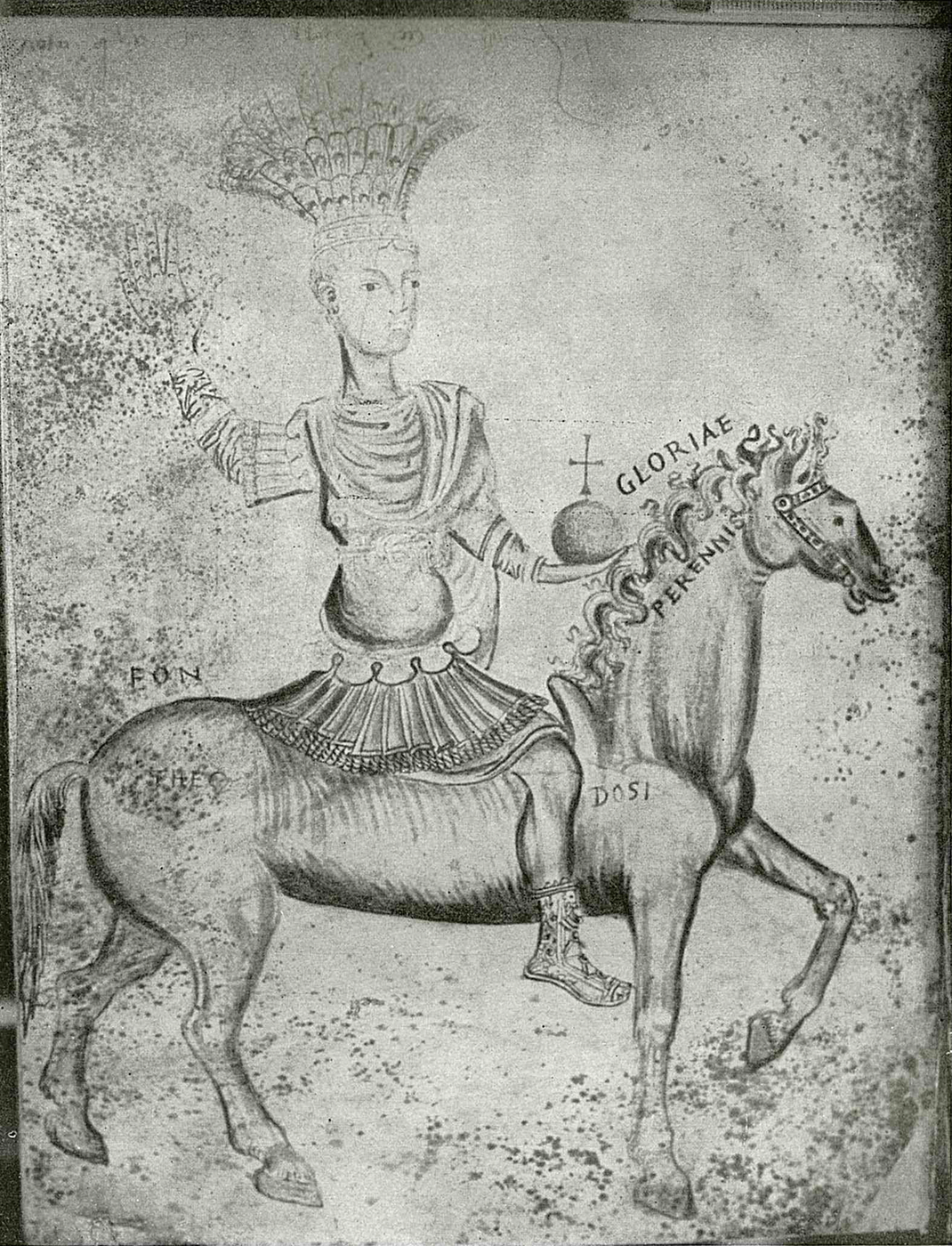
Рисунок конной статуи с не сохранившейся колонны Юстиниана

Доминирующее положение, которое занимает в композиции фигура благословляющего императора Христа, позволяет сделать предположение о дате создания произведения в правление Юстиниана — оно такое же, как на консульском диптихе Юстина 540 года, последнем (наряду с упомянутым выше диптихом Василия) известном консульском диптихе перед отменой Юстинианом института консулов в 541 году. Этот диптих является первым и единственным, на котором заметен явный христианский элемент — между изображениями императорской четы помещено поясное изображение Христа. До этого времени присутствие христианской символики на диптихах было ограничено изображениями креста, подобно тем, которые обрамляли императорские портреты на диптихе Клементина (513). Крест также изображался внутри короны, несомой двумя ангелами, самого известного образа феодосианского периода — помимо оклада слоновой кости из Мурано, это также фигуры на барельефах колонны Аркадия и в орнаменте саркофага Саригюзель. Замена креста в короне бюстом Христа на диптихе Барберини отмечает ещё один шаг в христианизации этого вида искусства, которое должно быть датировано периодом более поздним, чем правление Анастасия, и хорошо соответствует идеологическим установкам начала правления Юстиниана. Лондонская Archangel ivory, от которой сохранилась только одна панель, изображает архангела, держащего скипетр и сферу, увенчанную крестом, и относится к тому же идеологическому направлению. Произведение точно датировано 527 годом Д. Райтом после выполнения последним нового перевода греческой надписи.

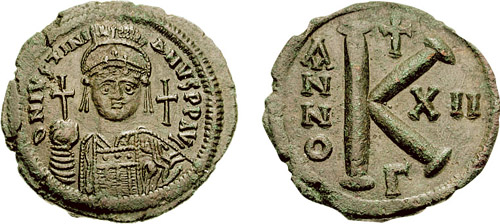
Полуфоллис Юстиниана с портретом императора анфас, 538

Идентификация императора-триумфатора с Юстинианом хорошо сочетается с другими изображениями этого императора, которые также включают конные статуи и статуи Победы. Рисунок Нимфириоса (члена кружка Кириака Анконского), хранящийся в настоящее время в библиотеке Будапештского университета, показывает статую, венчавшую колонну, возведённую Юстинианом в 543—544 годах на площади Августейон в Константинополе, подробно описанную Прокопием Кесарийским в его панегирике «О постройках». Изображение статуи с Августейона встречается также на монетах и медалях Юстиниана, в том числе на большой 36-солидовой медали, украденной из парижского Кабинета медалей в 1831 году, от которой сохранилась только гальванопластическая копия. На лицевой стороне медали можно видеть бюст Юстиниана в образе генерала, вооружённого копьём, одетого в кирасу и сложный головной убор, включающий диадему и «туфу». То, что император изображён в три четверти, позволяет датировать медаль периодом до 538 года, после которого он изображался исключительно анфас. Возможно, поводом для создания медали послужило проведение роскошного триумфа 534 года в честь отвоевания Карфагена и победоносного завершения Вандальской войны. С другой стороны, важное положение варваров, традиционно идентифицируемых как персы, а также параллели со скульптурной группой с подножия колонны Юстиниана позволяют предположить, что изображение было создано в честь заключённого с Персией в 532 году Вечного мира.

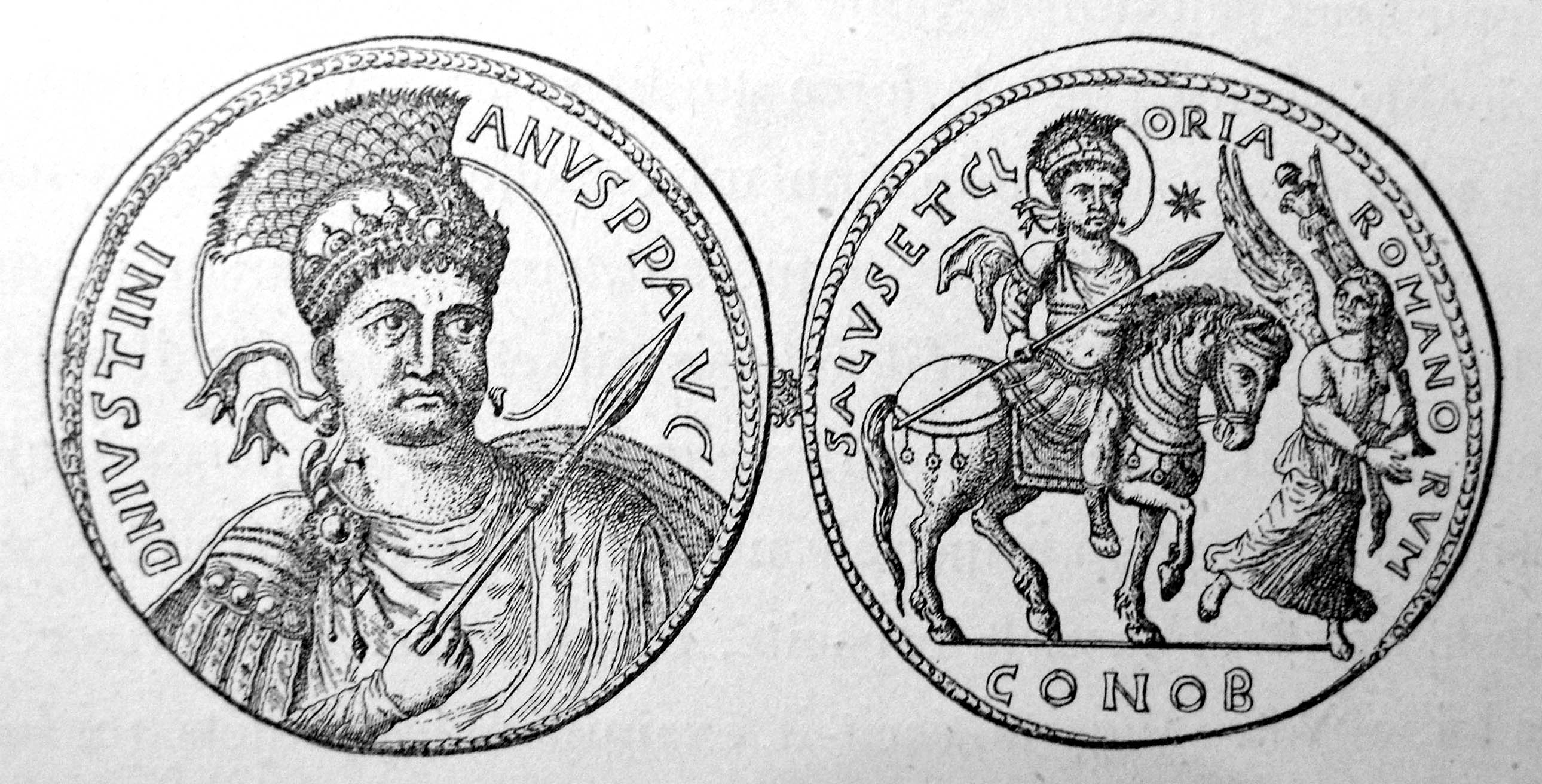
На утраченной медали Юстиниана также изображена его утраченная конная статуя, ок. 534 г.

Свидетельство об ещё одной утраченной конной статуе, находившейся на константинопольском ипподроме, сохранилось только в посвятительной надписи из Палатинской антологии. Хотя её изображений не сохранилось, само место её расположения — главное место собраний в столице империи — заставляет предположить, что эта статуя была основной конной статуей императора и потому могла служить прототипом для этого диптиха и других произведений искусства. Текст этой надписи не может не напомнить главную тему диптиха Барберини:
Вот, государь [и] истребитель мидян, приношение тебе от Евстафия, отца и сына Рима, который в твоей власти: боевой конь, вставший на дыбы над Победой, вторая Победа, которая коронует тебя и ты сам верхом на этом коне, быстрый как ветер. Так высоко вознеслась твоя мощь, Юстиниан — и на земле богатыри мидян и скифов будут вечно в цепях.
Возможно, это была последняя конная статуя в Византии, после чего этот иконографический тип исчезает как в монументальной форме, так и в нумизматике.

## Бронзовая копия
Существование этой конной статуи Юстиниана в Константинополе заставляет предположить, что центральная тема диптиха Барберини восходит к утраченному типу произведений, популяризованному этими статуями, и не является чем-то новым. Как минимум ещё один пример произведений этого типа сохранился — бронзовая гиря, находящаяся сейчас в афинском Византийско-христианском музее. Она является точной копией центральной панели диптиха, с меньшим количеством деталей и в уменьшенном масштабе. Вряд ли эта бронза была изготовлена со слоновой кости, более вероятно, что они обе восходят к одному образцу, возможно, утраченной конной статуе с ипподрома. Нет сомнений в том, что эта бронза, также как и диптих, вышла из императорских мастерских. Однако, как более дешёвая копия, она была предназначена для более широкого употребления.
Существование этой уменьшенной копии подтверждает популярность этого типа пропагандистских изображений в правление Юстиниана, равно как и рвение, с которым император создавал и распространял их на всех доступных в то время носителях, от монументальной фигуративной скульптуры до рельефов, бронзовых миниатюр и панелей из слоновой кости. В царствование Юстиниана случилось много победоносных войн, хотя чаще они были такими только в пропагандистском представлении придворных историков.